# Крстев, Миле
Ми́ле Крстев (макед. Миле Крстев; 13 мая 1979, Неготино, СФРЮ) — бывший игрок Македонии, футболист, полузащитник.
Ударная нога - правая
Закончил свою карьеру футболиста 1 июля 2016 года. 
За всю свою Карьеру он забил 49 мячей и отдал 16 голевых передач. 
В 10/11 сезоне он выиграл свой первый трофей Кубок Македонии который стал для него первым и последним трофеям. 

## Карьера
За свою карьеру большую часть игр провёл в Эредивизие, выступая за команды «Херенвен», «Гронинген» и «Вендам».
За сборную провёл 22 игры и забил 2 мяча.
В 2016 году он завершил свою профессиональную футбольную карьеру , в Возрасте 37 лет. 